# Ráckeresztúr, Fejér
Ráckeresztúr  este un sat în districtul Martonvásár, județul Fejér, Ungaria, având o populație de 3.272 de locuitori (2011). 

## Demografie
Componența etnică a satului Ráckeresztúr
     Maghiari (95,83%)
     Romi (2,31%)
     Necunoscut (0,41%)
     Alții (1,46%)
Componența confesională a satului Ráckeresztúr
     Romano-catolici (38,78%)
     Fără religie (18,92%)
     Reformați (7,46%)
     Necunoscută (33,31%)
     Alte religii (2,35%)
Conform recensământului din 2011, satul Ráckeresztúr avea 3.272 de locuitori. Din punct de vedere etnic, majoritatea locuitorilor (95,83%) erau maghiari, cu o minoritate de romi (2,31%). Apartenența etnică nu este cunoscută în cazul a 0,41% din locuitori. Nu există o religie majoritară, locuitorii fiind romano-catolici (38,78%), persoane fără religie (18,92%) și reformați (7,46%). Pentru 33,31% din locuitori nu este cunoscută apartenența confesională.